# Jaklin Çarkçı
Jaklin Çarkçı (* 1958 in Istanbul, Türkei) ist eine türkische Mezzosopranistin der Istanbuler Staatsoper mit armenischer Abstammung.

## Leben
Jaklin Çarkçı wurde früh von ihrem Vater Jirayr Çarkçı in die Opernwelt eingeführt; dieser war einer der ersten Solisten der Istanbuler Staatsoper. Sie ist Absolventin des Liceo-Italiano-Gymnasiums in Istanbul.
Jaklin Çarkçıs Karriere hatte ihr Debüt an der Istanbuler Staatsoper 1988 als Azuncena in Giuseppe Verdis Il trovatore. Darauf erkor das Staatsopernballett sie zum Teil der Solistengruppe. Sie hatte über 150 Auftritte als Titeldarstellerin in Carmen. Danach begann sie eine Welttournee und trat in Belarus, Bulgarien (Sofia) und der Schweiz (Solothurn) auf. Nachdem sie sowohl 1993 als auch 1994 vom türkischen Kulturministerium mit dem „Prime Ministry Information and Good Manners Scholarship“ ausgezeichnet wurde, ging sie nach Italien, wo sie mit Dirigenten und Regisseuren wie Robert Wagner, Roberto Benzi, Lucas Caritions, Letizia Cavani und Giancarlo del Monaco zusammenarbeitete. Sie kooperierte auch mit Sopranistinnen wie Leyla Gencer und wurde von Carlo Bergonzi und Giacomo Aragall unterrichtet. Im Jahre 2005 gewann sie in Foggia den ersten Platz des Umberto-Giordano-Gesangswettbewerbs. Jaklin Çarkçı gewann auch den ersten Platz im Renata-Tebaldi-Gesangswettbewerb, wo sie die Türkei vertrat – mit 99,3 Punkten von 100.

Jaklin Çarkçı spricht Armenisch, Türkisch, Italienisch, Latein, Spanisch und Englisch. Çarkçı sieht sich selbst nicht nur als Musikerin, sondern auch als gutes Beispiel einer in ihren Augen zeitgenössischen türkischen Frau. In ihren eigenen Worten: 

„Ich bin die laizistische Frau einer Türkei Atatürks.“

Ihre Tochter Sirel Yakupoğlu ist ebenfalls Künstlerin an der Istanbuler Staatsoper.